# Dammbruchargument

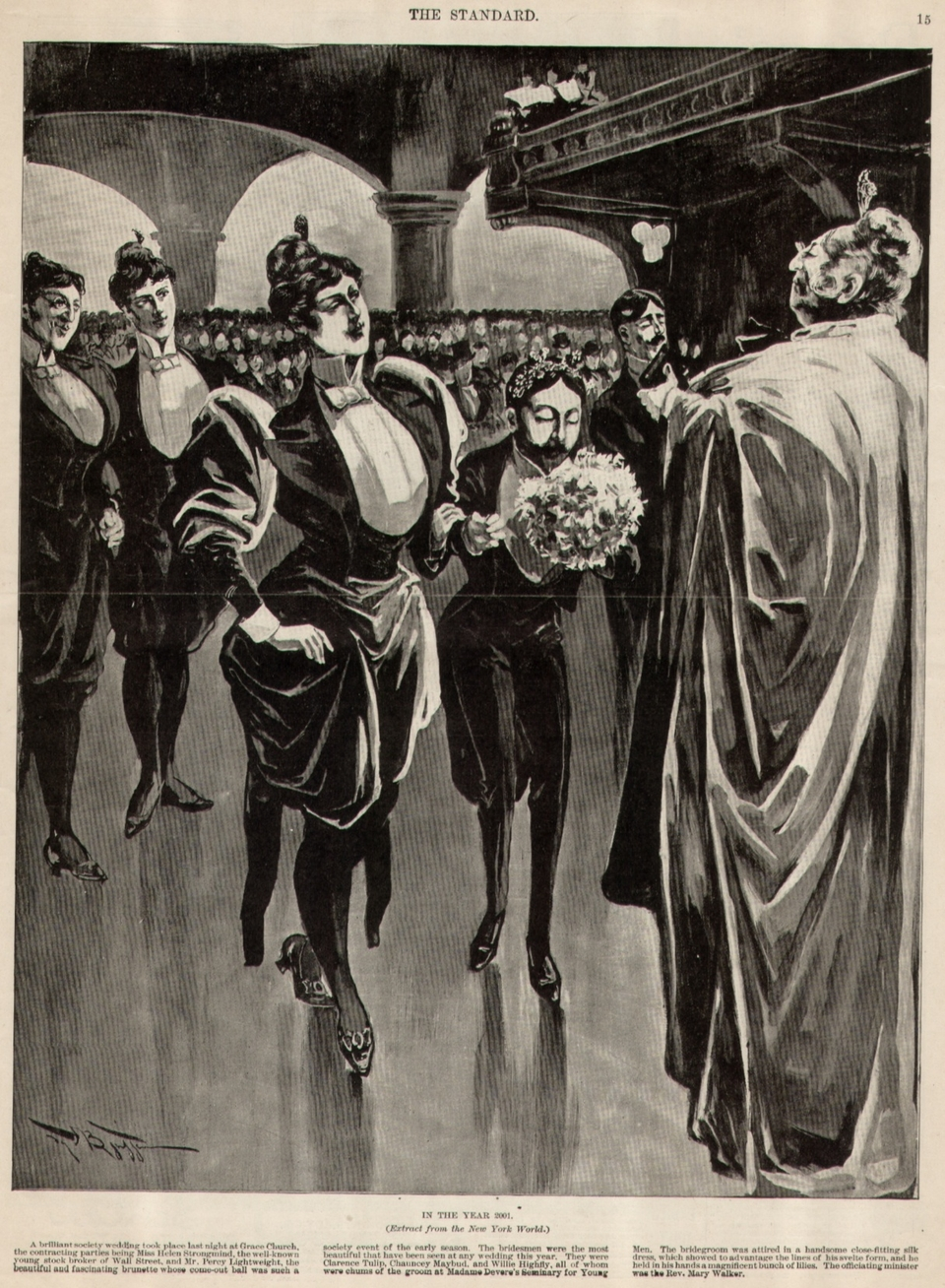
Eine 1895 in New York veröffentlichte manieristische Zeichnung stellt dar, wie eine Hochzeit im Jahre 2001 aussehen könnte, wenn es dazu käme, Frauen das Wahlrecht zuzusprechen.

Als Dammbruchargument, genannt auch Slippery-Slope-Argument bzw. Argument der schiefen Ebene, bezeichnet man eine Argumentationsweise (bzw. rhetorische Technik), die darin besteht, dass der Opponent den Proponenten vor dem Vollzug eines bestimmten Schritts bzw. einer bestimmten Handlung warnt und dabei geltend macht, dass diese Handlung „den Damm bricht“ woraufhin es zu einer Ereigniskette kommt, die nicht mehr aufzuhalten ist, also einem Dominoeffekt bzw. Lawineneffekt.
In der englischen Sprache wird der Begriff „Slippery-Slope-Argument“ ungefähr äquivalent verwendet: Wenn man nicht vermeidet, auf einer schiefen Ebene ins Rutschen zu kommen, dann gibt es kein Halten mehr und negative Konsequenzen sind unausweichlich.
Das Argumentationsmuster ist nicht streng deduktiv, sondern ein eher praktisch-anwendungsorientiertes Element der ethischen Diskussion.
Relevant ist ein Dammbruchsargument, wenn die Prognose plausibel ist, eine gewisse Eintrittswahrscheinlichkeit vorliegt und das mögliche Ergebnis moralisch abzulehnen wäre.

## Vergleichbare Redewendungen
Ähnliche Bedeutung haben Redewendungen wie:
- Spirale der Gewalt
- Vergiftung der Atmosphäre
- Herabsetzen von Hemmschwellen
- einen Präzedenzfall schaffen
- Abstumpfen
- Gewöhnungseffekt
- die Büchse der Pandora öffnen
- „da kann ja jeder kommen“
- „wenn das alle täten“.

Weitere Bezeichnungen im angelsächsischen Raum sind:
- wedge-argument (Keilargument), the thin end of the wedge (Das dünne Ende eines Keils)
- the foot in the door (Der Fuß in der Tür)
- the genie in the bottle (Der Geist in der Flasche)
- the snowball argument (Der Schneeballeffekt)
- the camels' nose in/under the tent (Die Kamelnase im/unter dem Zelt)

## Charakteristika
Nach Douglas Walton gibt es sechs typische Merkmale:
1. Gebrauch in konkreten Entscheidungssituationen
2. Nutzung in einem Dialog mit Überzeugungscharakter
3. Hinweis auf schlimme Folgen
4. Die Argumente sind auf Vermutungen und Hypothesen gestützt und daher widerlegbar.
5. Ihre Überzeugungskraft variiert, sie stellen aber nur selten Trug- oder Fehlschlüsse dar.
6. Ihre Anwendung führt häufig dazu, die Beweislast auf das Gegenüber umzukehren.

## Beispiele
In der Diskussion um neue medizinische Verfahren wird das Dammbruchargument von Gegnern benutzt, um diese einzuschränken, so etwa bei der Präimplantationsdiagnostik (PID).
Ebenfalls ein Beispiel für das Dammbruchargument ist die Diskussion zur Erlaubnis der sogenannten „Rettungsfolter“, die in Deutschland vor allem im Zuge der Entführung des Frankfurter Bankierssohns Jakob von Metzler aufkam und in der Öffentlichkeit zur kontroversen Debatte gestellt wurde. Gegenstand der Diskussion war die mögliche Erlaubnis in absoluten Notstandssituationen einen Straftäter von einer Amtsperson unter Folter oder folterähnlichen Methoden zur Aussage zu zwingen, wenn dadurch ein in Lebensgefahr schwebendes Opfer gerettet werden könnte.
Ein großer Teil der Rechtslehre führte dieser Überlegung das Dammbruchargument entgegen, da nicht abzuschätzen sei, wo die Folter dann begänne und wo aufhöre, welche Maßnahmen wann eingesetzt werden dürften, wie man mit einem relativ schmerzunempfindlichen Täter umzugehen hätte, wann definitiv keine anderweitige – „rechtmäßige“ – Maßnahme mehr zur gewünschten Information führte etc. Es wurde die Befürchtung angeführt, dass man – betritt man dieses Territorium einmal – den „Damm durchbricht“ und ungewollt im Laufe der Zeit, da man einen Point of no Return überschreitet, das Prinzip des Folterverbots Schritt für Schritt aufgäbe.